# Gert Rosenthal
Pour les articles homonymes, voir Rosenthal.
Gert Rosenthal (né le 11 septembre 1935), est un homme politique guatémaltèque. Il est Ministre des Affaires étrangères du 1er août 2006 au 14 janvier 2008, précédant Haroldo Rodas.